# ETA (zenekar)
Az ETA "vonósnégyes" 1980-tól 1984-ig működött öttagú zenekarként, a budapesti punk világának egyik meghatározó együttese volt. Hivatalos kiadványuk nem jelenhetett meg a kommunista korszakban, néhány daluk külföldön kiadott punklemezeken látott napvilágot. 2010-től újra koncerteznek, átalakulások után már csak az alapító tagok egyikének, Sáthy Róbertnek részvételével. Történelmi hazugságok címmel jelent meg új dalokat is tartalmazó lemezük.

## Tagok
Alapító tagok:  Aradi Gábor (előtte Neurotic), Czeller Péter (előtte Neurotic), Kocsis Tamás (közben Sikátor, utána Sex-E-Pil), László Viktor (utána Sex-E-Pil) és Sáthy Róbert (utána 4. Műszak).
2017-től Sáthy Róbert énekes-basszusgitáros mellett Bencze Tibor dobossal és Klopcsik László gitárossal lépnek fel.

## Történet
Az ETA baszk felszabadítási- avagy terrorszervezetről elnevezett zenekar 1980-ban alakult meg, Magyarország egyik leghíresebb punkegyüttesének számítottak, a CPg-vel, a Kretensszel, A tizedes meg a többiekkel, a QSS-sal együtt. Szövegeiket Czeller Péter, Szócska Miklós (később a második Orbán-kormány egészségügyi államtitkára), Menyhárt Jenő (Európa Kiadó), valamint Pajor Tamás (Neurotic, Ámen) írta. Pályafutásuk kezdetén még angol és amerikai punkegyüttesek (Agent Orange, Sham 69, UK Subs, The Stooges) feldolgozásait játszották magyar nyelvű szöveggel. Próbahely hiányában lakásokon, bőrfotelen dobolva gyakoroltak, máskor a Déli pályaudvaron várakozó személyvagonokban, erősítők nélkül rakták össze a műsorukat. Király Tamás ötletei révén az ETA külsőségeiben sokkal „nyugatosabbnak” tűnt a többi hazai együttesnél. És még zenélni is tudtak, ami egyáltalán nem volt evidens a punk zenekaroknál. „Az ETA igazából azzal vert rá a hazai mezőnyre, hogy valamelyest tudtak is zenélni – László Viktor például Pege Aladárnál tanult –, és ennek köszönhetően összehasonlíthatatlanul profibb hangzást tudtak produkálni, mint a többi, hasonló korúakból álló punkzenekar, amelyek elsősorban ordibálással és csörömpöléssel próbálták felhívni magukra a figyelmet" - írta róluk Legát Tibor.
Koncerteztek olyan híres magyar együttesekkel is, mint például a Nagy Feró-féle Bikini, a Vágtázó Halottkémek, a Bizottság, a Kretens és a CPg. Az állambiztonsági szolgálatok nem nézték jó szemmel az ETA működését: „Az ETA és a Neurotic együttesek hosszabb ideje a látókörünkben vannak, mint ellenséges ideológiát, magatartásformát népszerűsítő punkzenekarok. Tagjaikról folyamatosan gyűjtünk operatív adatokat” – idézi Szőnyei Tamás a Nyilván tartottak című könyvében  1982-ből az egyik III/III-as jelentés értékelését. 1983-ban már többször beidézték, sőt a koncertek után provokálták is az együttes tagjait, mert a hatóság minden bizonnyal azon mesterkedett, hogy ellenük se csupán politikai alapon lehessen eljárást indítani, hanem rongálás vagy garázdaság miatt is. Ezzel párhuzamosan jelezték a klubok és művelődési házak vezetőinek, hogy az ETA nemkívánatossá vált. Mindez együtt hamarosan a zenekar feloszlásához vezetett, bár mielőtt lehúzták volna a redőnyt 1984-ben, TEA néven adtak néhány koncertet. Különböző együttesekben folytatták a zenélést, illetve Sáthy Róbert a sport felé fordult, öttusázott, majd profi bokszoló lett. 
2010-ben léptek újra színpadra a Gödörben, majd évente egy-két koncertet adtak Zana Zoltánnal a dobok mögött. 2013-ban Jello Biafra előtt léptek fel az A38 hajón, 2017-ben (a) The Casualties és az Exploited után a Dürer Kertben. 2015-ben részt vettek például a PUNKHenger turnén a Prosectura és a HétköznaPICSAlódások társaságában, a 2016-os Rock On! Fest egyik közönségkedvence voltak, valamint koncerteztek együtt a szintén máig aktív Kretensszel is OIbudán 2018-ban. Már csak Sáthy Róbert az egyetlen az alapítók közül a zenekarban, ám ő igen izmosan tolja.
2020 januárjában új videoklippel rukkoltak ki, Szégyelld magad! címmel, áprilisban pedig közös koncertet adnak a nyolcvanas években koncepciós perben börtönbüntetésre ítélt Közellenség punkzenekarral.

## Lemezek, kazetták
Koncertfelvételeik másolt kazettákon széles körben terjedtek. 1984-ben felkerült egy daluk (Munkát, kenyeret!) a New Wave Records gondozásában megjelent The Second című lemezre, 1985-ben pedig a Világ lázadói, harcra fel című lemezen kapott nemzetközi nyilvánosságot ETA című daluk. A zenekar látható a Lucile Chaufour által készített T’34 Le râle des genêts című 1983-as filmben. Az 1997-ben kiadott Azok a boldog Punk napok 4. válogatáson 11 daluk szerepelt, a következő évben 15 számukat másolták rá az Azok a boldog punk napok 5. kalózkazettára. A szintén 1997-es Magyar Punk Klasszikusai I. kazettán tizenhárom daluk hallható.
2016-ban Történelmi hazugságok címmel jelent meg az első hivatalos ETA-lemez, mely összefoglalja a zenekar addigi történetét, és öt új szám is szerepel rajta. Az Edge Records gondozásában napvilágot látott kiadvány húsz dalt tartalmaz, közülük a Nézz a világ seggébe klipjének nézettsége már az első napon átlépte a tízezret a Youtube-on. 2017-ben ETA-Live-1982-Dead címmel szintén nagylemezen jelent meg 1982-es koncertjük újrakeverve, maszterelve, kék vinil LP formátumban, ötszáz példányban.